# TD Jack Mahamba Muhindo
TD Jack Mahamba Muhindo ist ein kongolesischer Filmemacher.

## Werdegang
Muhindo studierte Dokumentarfilm und Filmschnitt am Yole!Africa Kulturzentrum in Goma, bevor er eine Masterclass of Cinema am Suka Production Center in Kinshasa absolvierte. Er ist Gründer des Kongo International Film Festivals, Gründer und Leiter der Film-Produktionsfirma R.P.D.Fi. und künstlerischer Leiter des Filmfestivals „Semaine du Cinema au Kivu“.
Sein erster Langfilm Coltan-Fieber: Connecting People konkurrierte im Wettbewerb Dokumentarfilm des Filmfestival Max Ophüls Preis 2022.